# نيستور توريس
نيستور توريس (بالإنجليزية: Néstor Torres)‏ هو عازف جاز أمريكي، ولد في 25 أبريل 1957 في ماياجويز في الولايات المتحدة.

## وصلات خارجية
- الموقع الرسمي
- نيستور توريس على موقع IMDb (الإنجليزية)
- نيستور توريس على موقع ميوزك برينز (الإنجليزية)
- نيستور توريس على موقع أول ميوزيك (الإنجليزية)
- نيستور توريس على موقع ديسكوغز (الإنجليزية)